# Операція «Чорний кейс»
«Операція „Чорний кейс“» (англ. Black Bag) — американський шпигунський трилер, знятий режисером Стівеном Содербергом за сценарієм Девіда Кеппа.

## Синопсис
Подорож чоловіка до самопізнання переплітається з його обов'язком любити й захищати свою Батьківщину.

## У ролях
| Актор            | Роль                    |
| ---------------- | ----------------------- |
| Кейт Бланшетт    | Кетрін                  |
| Майкл Фассбендер | Джордж Вудхауз          |
| Маріса Абела     | Клариса Дубоуз          |
| Реге-Жан Пейдж   | полковник Джеймс Стоукс |
| Наомі Гарріс     | доктор Зої Вон          |
| Пірс Броснан     | Артур Штайгліц          |
| Том Берк         | Фредді Смоллс           |
| Ґустаф Скашгорд  | Мічем                   |

## Виробництво
У січні 2024 року було оголошено, що режисером фільму буде Стівен Содерберг, а головні ролі зіграють Кейт Бланшетт і Майкл Фассбендер. У березні до акторського складу доєдналися Реге-Жан Пейдж, Маріса Абела, Наомі Гарріс, Пірс Броснан і Том Берк.
Зйомки почалися в Лондоні 6 травня 2024 року.

## Випуск
У січні 2024 року Focus Features придбала права на дистрибуцію фільму. Пізніше студія призначила дату виходу на 14 березня 2025 року.